# Kent Karlsson
Kent Karlsson (Arboga, 25 novembre 1945) è un allenatore di calcio ed ex calciatore svedese, di ruolo difensore.

## Palmarès

### Giocatore

#### Competizioni nazionali
- Campionato svedese: 2

Atvidaberg: 1972, 1973
- Coppa di Svezia: 2

Atvidaberg: 1970, 1971

### Allenatore

#### Competizioni nazionali
- Campionato svedese: 1

IFK Norrköping: 1989
- Coppa di Svezia: 1

IFK Norrköping: 1988
- Supercoppa di Danimarca: 1

Copenhagen: 2001